# Jasminum
Jasminum – polski film obyczajowy, w reżyserii Jana Jakuba Kolskiego. Film miał premierę 5 maja 2006, jego dystrybutorem jest Best Film.
W 2006 podczas 31. Festiwalu Polskich Filmów Fabularnych w Gdyni jury przyznało Joannie Doroszkiewicz nagrodę za scenografię, a film zdobył Nagrodę Publiczności. Film uhonorowano też siedmioma Orłami 2007: za zdjęcia, muzykę, scenografię, kostiumy, dźwięk i najlepszą rolę męską (Janusz Gajos) oraz nagrodą publiczności.

## Twórcy filmu
- Reżyseria: Jan Jakub Kolski
- Scenariusz: Jan Jakub Kolski
- Zdjęcia: Krzysztof Ptak
- Muzyka: Zygmunt Konieczny
- Kostiumy: Ewa Helman
- Scenografia: Joanna Doroszkiewicz
- Dźwięk: Jacek Hamela
- Kierownictwo produkcji: Grażyna Kozłowska
- Producent: Michał Szczerbic

## Obsada
- Janusz Gajos – jako brat Zdrówko
- Grażyna Błęcka-Kolska – jako Natasza
- Adam Ferency – jako ojciec Kleofas
- Krzysztof Pieczyński – jako brat Czeremcha
- Grzegorz Damięcki – jako brat Śliwa
- Franciszek Pieczka – jako święty Roch
- Bogusław Linda – jako aktor Zeman
- Monika Dryl – jako fryzjerka Patrycja
- Patrycja Soliman – jako Jasminum
- Dariusz Juzyszyn – jako brat Czereśnia
- Cezary Łukaszewicz – jako młody brat Czeremcha
- Wiktoria Gąsiewska – jako Eugenia, córka Nataszy
- Marta Dąbrowska – jako Anielica
- Krzysztof Globisz – jako burmistrz
- Justyna Bartoszewicz – jako uczennica fryzjerska
- Marek Kasprzyk – jako adorator Patrycji

## Fabuła
Historia przedstawiona w filmie rozgrywa się we współczesnym klasztorze, w małej miejscowości – Jaśminowie, i opowiadana jest przez Eugenię, małą dziewczynkę. Klasztor zamieszkuje ojciec Kleofas (Adam Ferency), brat Zdrówko (Janusz Gajos), gotujący i opiekujący się zabudowaniami, oraz trzej pustelnicy, przebywający w izolowanych celach: brat Czeremcha (Krzysztof Pieczyński), brat Śliwa (Grzegorz Damięcki) oraz brat Czereśnia (Dariusz Juzyszyn). Każdy z nich posiada cechę analogiczną jak Ojciec Pio – pachnie jak czeremcha, śliwa lub czereśnia. Ten spokojny świat zostaje zburzony przez przybycie do klasztoru konserwatorki zabytków, Nataszy (Grażyna Błęcka-Kolska), wraz z córką Eugenią (Wiktoria Gąsiewska). Legenda związana z klasztorem wróży objawienie się w nim świętego w najbliższym czasie. Pomimo początkowej niechęci ojca Kleofasa, wierzącego w cudowne odnowienie przechowywanego w klasztorze obrazu, Natasza rozpoczyna jego konserwację, zaś jej córka (nielubiąca, gdy jej imię skraca się do formy Gienia) zaprzyjaźnia się z początkowo niechętnie do niej nastawionym bratem Zdrówko. Stopniowo odkrywane są także sekrety klasztoru: ciała nieszczęśliwych kochanków umieszczone w katakumbach, tajemnica eliksiru miłości, tworzonego z zapachu mnichów. Pokazana jest także miłosna przeszłość Nataszy oraz brata Czeremchy. Natasza, mając dostęp do sekretów klasztoru, tworzy miłosne perfumy dla fryzjerki Patrycji (Monika Dryl), oraz sprowadza do Jaśminowa aktora Zemana (Bogusław Linda), który wkrótce zakochuje się w Patrycji. Natasza i brat Czeremcha nie stają się jednak na powrót parą. Miłosna atmosfera filmu kończy się nagłym pojawieniem się świętego – zostaje nim niespodziewanie brat Zdrówko, obdarzony stygmatami.

## Produkcja

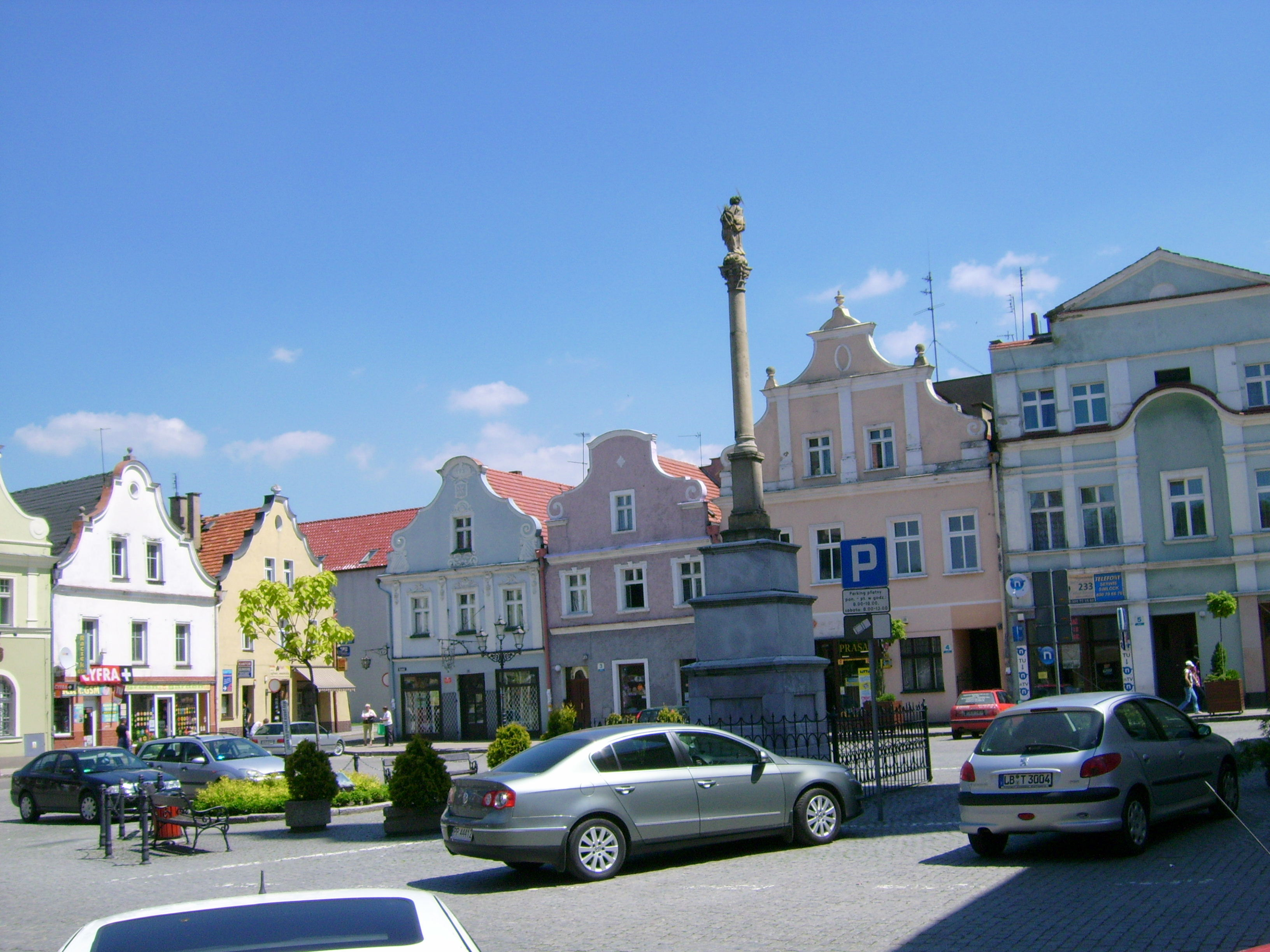
Kamienice na Rynku w Głogówku, 4. od prawej służyła w filmie za salon fryzjerski

Zdjęcia do produkcji powstawały w województwie opolskim, m.in. w okolicy Prudnika. Rolę klasztoru na potrzeby filmu spełnił zamek książęcy w Niemodlinie, będący własnością prywatną. Sceny, które mają przedstawiać Jaśminów, nagrane zostały w Głogówku, natomiast za panoramę miejscowości służyła Biała Prudnicka. Na przedstawienie niektórych lokacji wykorzystano sklepy w Głogówku, np. jako salon fryzjerski, w którym pracuje Patrycja, wykorzystana została galeria Cuberów na Rynku.
Ekipa filmowa zatrzymała się w hotelu „Salve” w Głogówku, w którym nagrano jedną ze scen. W niektórych scenach jako statyści wystąpili mieszkańcy Głogówka.
Podczas wernisażu w Głogówku w 2007, Piotr Bujnowicz wspominał:

Film powstawał w niezwykłym popłochu. Jan Jakub Kolski nie odpuszcza pewnych artystycznych zamierzeń, w związku z czym bardzo trudno jest mu zebrać odpowiednią ilość finansów na realizację wszystkich pomysłów. Film był rozpisany na 42 dni zdjęciowe, a finansów starczyło na 28, w związku z czym, pomimo że film jest bardzo kameralny, miły, spokojny to wszystko powstawało w biegu.

## Głosy krytyków
Magdalena Kempna-Pieniążek wpisuje film w ramy sztuki postmodernistycznej ze względu na poszukiwania przez bohaterów „Jasminum” własnych, indywidualnych sensów, co jest zgodne z ponowoczesnymi nurtami etycznymi.

## Nagrody
Film otrzymał na Festiwalu w Gdyni nagrodę za scenografię i Nagrodę Publiczności Silver Screen. W 2007 roku film dostał 9 nominacji do nagród Polskiej Akademii Filmowej – Orłów w kategoriach: najlepszy film, najlepsza reżyseria (Jan Jakub Kolski), najlepsza główna rola męska (Janusz Gajos), najlepsza drugoplanowa rola męska (Adam Ferency), najlepsze zdjęcia (Krzysztof Ptak), najlepsza muzyka (Zygmunt Konieczny), najlepsza scenografia (Joanna Doroszkiewicz), najlepsze kostiumy (Ewa Helman) oraz najlepszy dźwięk (Jacek Hamela). Film otrzymał statuetki w kategoriach: najlepsza główna rola męska, najlepsze zdjęcia, najlepsza scenografia, najlepsza muzyka, najlepsze kostiumy, najlepszy dźwięk oraz nagrodę publiczności Festiwalu.

## Informacje dodatkowe
- Gienia uśmiecha się tylko raz w filmie – na samym początku, kiedy jedzie ze swoją mamą Nataszą do klasztoru.
- Brat Śliwa łamie śluby milczenia już wcześniej, kiedy córka „prostaczka z tytułem” kręci się w klasztorze.
- Nie wiadomo, w jakim zakonie dzieje się akcja – żadne ze zgromadzeń nie nosi żółtego habitu.
- W przepowiedni jest powiedziane, że cud sprawi oraz zostanie świętym jeden z pachnących braci, jednakże świętym zostaje brat Zdrówko, który nie jest pachnący.
- Figura św. Sylwestra (pierwsza, jaką ustawiał brat Czereśnia) faktycznie przedstawia św. Wincentego Pallottiego.